# 2009 dans le Caucase
2007 dans le Caucase - 2008 dans le Caucase - 2009 dans le Caucase - 2010 dans le Caucase - 2011 dans le Caucase
2007 par pays en Europe - 2008 par pays en Europe - 2009 par pays en Europe - 2010 par pays en Europe - par pays en Europe
2007 en Russie - 2008 en Russie - 2009 en Russie - 2010 en Russie - 2011 en Russie